# Gas South Arena
La Gas South Arena (anciennement Infinite Energy Arena, The Arena at Gwinnett Center, Gwinnett Civic Center Arena et communément appelée Gwinnett Arena) est une salle omnisports située à Duluth dans la banlieue d'Atlanta en Géorgie, aux États-Unis. L'aréna est une expansion du Infinite Energy Center (ex-Gwinnett Center), qui comprend également un théâtre de 708 places (Infinite Energy Theater), un centre des arts (Hudgens Center for the Arts), et un centre de conférences et d'exposition (Infinite Energy Forum).
Ses locataires sont les Gladiators d'Atlanta de l'ECHL et les Georgia Swarm de la National Lacrosse League. La salle a une capacité de 11 500 places pour le hockey sur glace, 11 200 pour le football américain en salle, 12 750 pour le basket-ball et 13 100 pour les concerts majeurs. Elle dispose de 38 suites de luxe (dont 2 party suites) et 1 300 sièges de club.

## Événements
- Concert de Bruce Springsteen et E Street Band, 28 février 2003
- Georgia High School Basketball State Championships, depuis 2004
- WWE Raw, 1er mars 2004
- WWE Armageddon, 12 décembre 2004
- WWE Raw, 14 mars 2005
- TNA Bound for Glory, 14 octobre 2007
- Concert de Demi Lovato (Demi Lovato: Live In Concert), 29 juin 2009
- 2010 SEC Women's Basketball Tournament, 4–7 mars 2010
- Concert de Lady Gaga, 18 avril 2011
- Finales WNBA, 10 octobre 2013

## Galerie

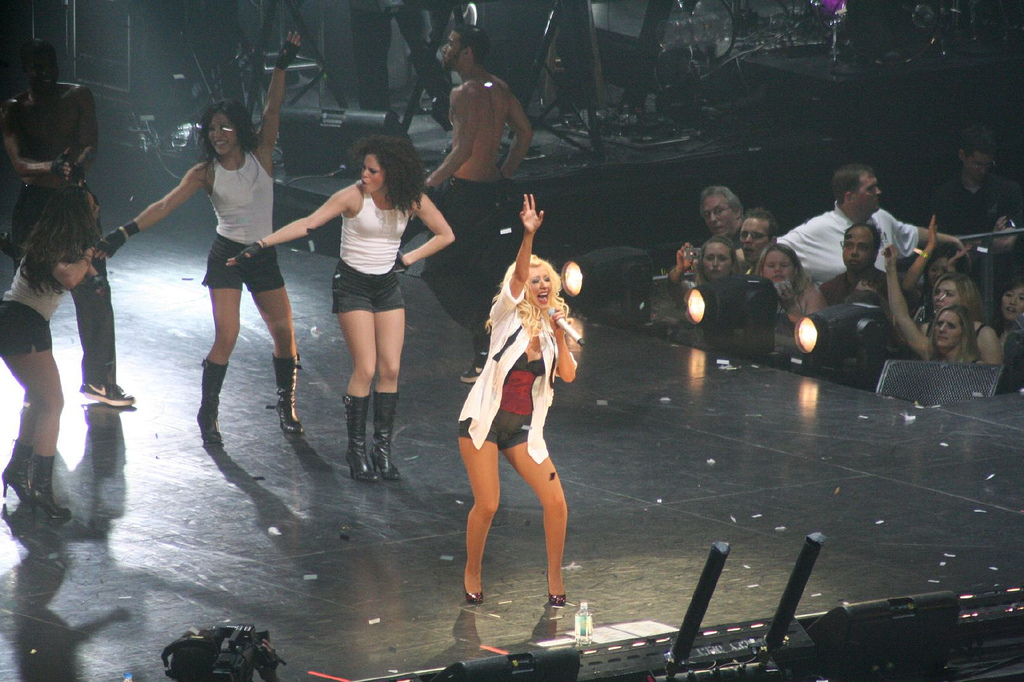
Ancien logo